# 無線電科學子系統
无线电科学子系统（英語：Radio science subsystem，縮寫：RSS）是为无线电科学为目的放置在航天器上的一个子系统。

## RSS的功能
RSS是使用无线电信号探测行星际介质，如：行星大气层。航天器向地面站传输高度稳定的信号, 接收来自地面站的此类信号, 或两者兼而有之。由于接收方准确地知道传输的信号参数, 这些参数的任何变化都可归因于传播介质或航天器和地面站的相对运动。
RSS一般不是一单独使用的工具：它的通常是搭载在现有的电信子系统上。更高级的系统使用具有正交极化的多个天线。

## 无线电科学
无线电科学通常观测多普勒频移来确定卫星或行星的重力场。这就需要在航天器上有一个高度稳定的振荡器, 或者是应答器, 即"相锁",将被发射的信号频率调到接收到的信号放大一定的倍数, 而该信号通常也会携带控制航天器命令。

## 使用RSS的航天器
- 卡西尼-惠更斯号[1]
- Mariner 2, 4,5,6,7,9, 和 10
- 旅行者 1 和 2
- 信使号[2]
- Venus Express

1. ↑  Cassini-Huygens: Spacecraft-Instruments-Radio Science Subsystem (RSS) 的存檔，存档日期2008-06-17. Ulysess - European Space Agency
2. ↑  Srinivasan DK, Perry ME, Fielhauer KB, Smith DE and Zuber MT. The Radio Frequency Subsystem and Radio Science on the MESSENGER Mission. 2007. Space Science Reviews 131 :557-571doi:10.1007/s11214-007-9270-7